# Saint-Joachim
Saint-Joachim is een gemeente in het Franse departement Loire-Atlantique (regio Pays de la Loire). De plaats maakt deel uit van het arrondissement Saint-Nazaire. Saint-Joachim telde op 1 januari 2022 4.125 inwoners.

## Geografie
De oppervlakte van Saint-Joachim bedroeg op 1 januari 2022 86,22 vierkante kilometer; de bevolkingsdichtheid was toen 47,8 inwoners per km².
De gemeente ligt in het moerasgebied van de Brière. De gemeente telt een zevental eilanden in het moeras, waarop de bevolking woont: het Île de Pendile, het centrale, grootste en meest bevolkte eiland waarop ook de kerk staat, het Île de Fédrun, het Île de Mazin, het Île d'Aignac, het Île de Ménac, het Île de Bais en het Île de Brécun.

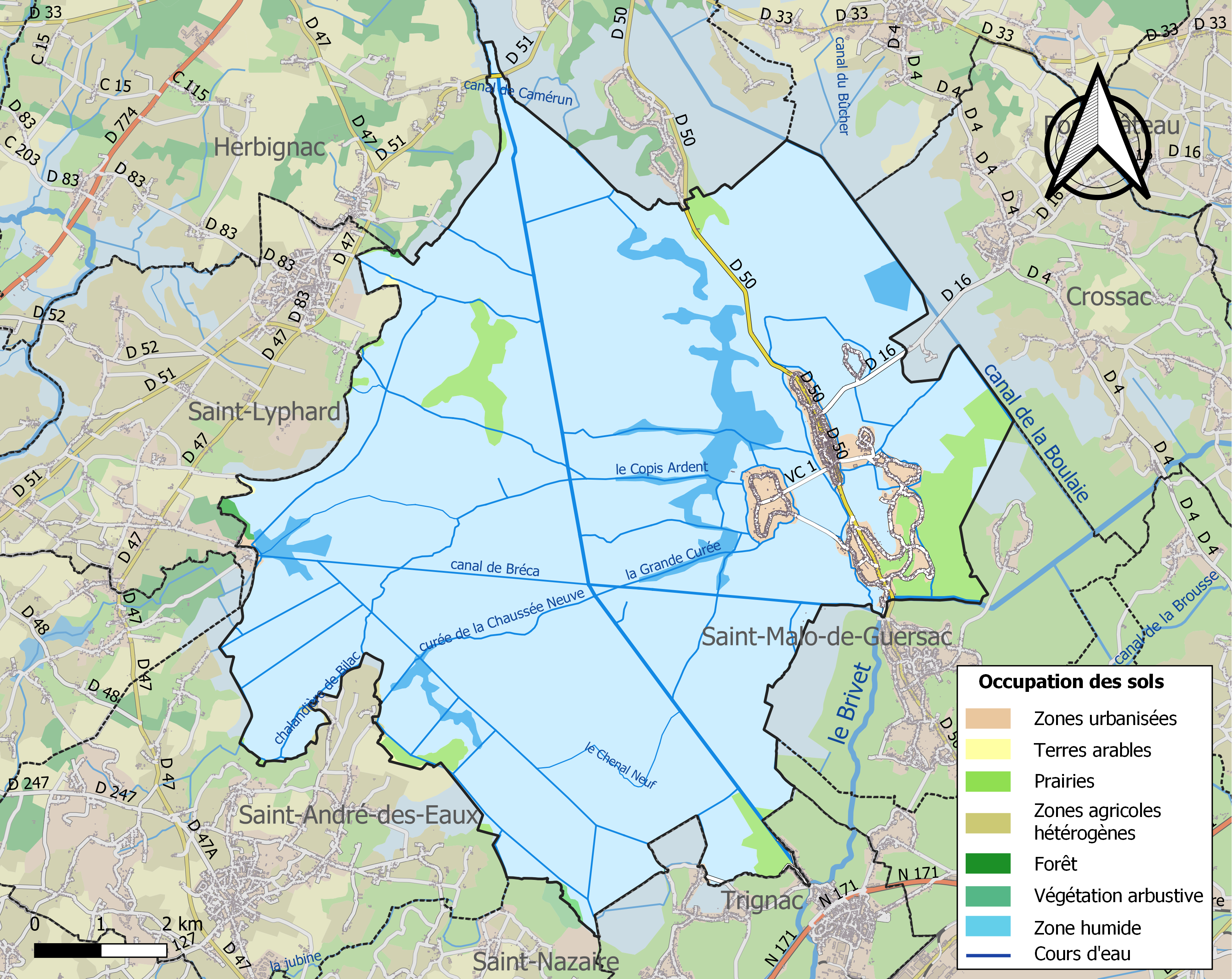
Kaart van de gemeente met de belangrijkste infrastructuur, bodemgebruik en omliggende gemeenten

## Demografie
Nevenstaande figuur toont het verloop van het inwonertal (bron: INSEE-tellingen).